# Вакатаке
«Вакатаке» (Wakatake, яп. 若竹) — ескадрений міноносець Імперського флоту Японії однройменного типу, який взяв участь у Другій світовій війні.

## Історія створення
Корабель був закладений 13 грудня 1921 року на верфі компанії «Кавасакі» в Кобе. Спущений на воду 24 липня 1922 року, вступив у стрій 30 вересня того ж року.

## Історія служби
На момент вступу Японії у Другу світову війну «Вакатаке» належав до 13-ї дивізії ескадрених міноносців, яка підпорядковувалась 2-му військово-морському округу (2nd Naval District), він же військово-морський округ Куре (Kure Naval District). Перші кілька місяців війни есмінець займався патрульно-ескортною службою у водах Японського архіпелагу, зокрема в районі протоки Бунго (веде зі Внутрішнього Японського моря в океан між островами Сікоку та Кюсю) та біля західного узбережжя Кюсю.
10 квітня 1942-го «Вакатаке» перевели до 32-ї дивізії, яку своєю чергою включили до 1-го ескортного дивізіону Флоту Південно-західної зони (створений для контролю над окупованими територіями Південно-Східної Азії). З кінця квітня есмінець майже рік водив конвої між Муцуре та Мако (база на Пескадорських островах у південній частині Тайванської протоки). Також він міг відвідувати Такао (зараз Гаосюн на Тайвані), а у червні 1942-го здійснив рейс Муцуре — Маніла — Мако з конвоєм RIKU.
22 лютого — 25 березня 1943-го «Вакатаке» супроводив конвої з Такао через Кап-Сен-Жак (зараз Вунгату на півдні В'єтнаму) до Сінгапуру та назад. З 2 по 28 квітня есмінець пройшов маршрут Такао — Маніла  — Палау (важливий транспортний хаб на заході Каролінських островів) — Маніла — Такао, при цьому за винятком переходу з Маніли на Палау він ескортував конвої. На початку травня «Вакатаке» прибув до Маніли, після чого з 12 травня по 11 червня здійснив звідси два кругові рейси з конвоями на Палау, а 15—18 червня повернувся з черговим конвоєм у Такао. 21 червня — 11 липня есмінець здійснив другий рейс для ескортування конвоїв з Такао до Сінгапура та назад до Формози. З 14 липня по 23 серпня «Вакатаке» супроводжував конвої за маршрутом Мако — Маніла — Кап-Сен-Жак — Сінгапур — японський порт Моджі, після чого пройшов доковий ремонт у Куре.
17 вересня — 15 жовтня 1943-го есмінець пройшов з кількома конвоями з Моджі через Такао та Манілу до Таракану і Балікпапану (центри нафтовидобутку на сході Борнео). До кінця 1943 року «Вакатаке» здійснив три кругові рейси для конвоювання суден між Балікпапаном та Палау — з 18 жовтня по 5 листопада, з 14 по 30 листопада та з 13 по 29 грудня.
У першій половині січня 1944-го «Вакатаке» перейшов з Балікпапану до Маніли, після чого з 13 по 31 січня супроводив танкерні конвої по круговому маршруту до Мірі (центра нафтовидобувної промисловості на північно-західному узбережжі Борнео). При цьому на зворотному шляху підводний човен потопив два танкери, а проведена «Вакатаке» контратака глибинними бомбами виявилась неефективною. 2—17 лютого есмінець ескортував конвої MATA-01 (Маніла — Такао) та TAMO-02 (Такао — Моджі), після чого пройшов короткочасний доковий ремонт у Інносімі.
8—15 березня 1944-го «Вакатаке» провів з Моджі до Такао конвой MOTA-09, а 20—27 березня пройшов на Палау разом з об'єднаним конвоєм «Нісі-Мацу № 2»/ TAPA-06. 26 жовтня на підході до Палау з японських кораблів почули сильний вибух, після чого «Вакатаке» підібрав з води одного члена екіпажу американського підводного човна «Таллібі» (ймовірно, останній був потоплений власною торпедою, що стала на циркуляцію).
30 березня 1944-го «Вакатаке» вийшов з Палау до Такао у складі охорони конвою PATA-07. Менш ніж за годину після цього стало відомо про рейд американського авіаносного з'єднання на Палау, після чого конвой розпустили. Невдовзі ворожі літаки відшукали, торпедували і потопили «Вакатаке» (у підсумку також будуть знищені всі транспорти PATA-07, а всього рейд на Палау призвів до загибелі трьох десятків суден).